# Booty (videogioco)
Booty (lett. "bottino") è un videogioco a piattaforme di ambientazione piratesca pubblicato nel 1984 per Amstrad CPC, Commodore 64, Commodore 16 e ZX Spectrum. Fu uno dei primi titoli sviluppati dalla software house Firebird e riscosse un certo successo commerciale, ottenendo anche recensioni perlopiù positive da parte della critica, soprattutto in versione ZX Spectrum.
Nel 1995 la Phoenix Software Systems ne pubblicò una conversione per SAM Coupé.

## Modalità di gioco
Lo scopo di Booty è quello di guidare un mozzo di cabina nel suo tentativo di rubare un tesoro ai suoi capi pirati. Il gioco si svolge all'interno delle stive della nave pirata, in una serie di stanze a schermata fissa formate da 4 piani di piattaforme (5 sui Commodore), collegate da scalette verticali. In giro sono sparsi sacchi di denaro e altri oggetti preziosi che sono i pezzi del tesoro da raccogliere. 
Il gioco è composto da venti schermate di stive; alcune porte disegnate sullo sfondo permettono di passare da una stanza all'altra, con un sistema di collegamenti a labirinto.
Possono esserci anche porte trasversali che bloccano il passaggio tra parti della stessa stanza, e possono essere aperte soltanto raccogliendo prima la chiave numerata appropriata. In alcune stanze i piani presentano interruzioni in cui si può cadere e ascensori, ossia piccole piattaforme che si spostano incessantemente in verticale o in orizzontale.
Il controllo è limitato al movimento nelle quattro direzioni e all'uso delle porte per altre stive.
Il mozzo deve evitare una serie di pericoli, come i pirati che pattugliano avanti e indietro, dei pappagalli e dei forzieri con trappole esplosive, che se toccati fanno perdere una delle tre vite disponibili. Se il giocatore riesce nella missione di raccogliere tutti i tesori, gli vengono concessi 45 secondi per trovare una chiave finale, che farà ricominciare tutto da capo.
La versione ZX Spectrum contiene un minigioco nascosto, in cui il mozzo nuota sott'acqua e deve raccogliere pesci dorati evitando altre creature. È accessibile solo con comandi POKE o collegando una periferica Currah μSpeech.

## Accoglienza
Booty per ZX Spectrum venne ben accolto dal periodico Crash, che gli assegnò una valutazione "smash" del 93%, mettendo in risalto la novità dell'ambientazione e la grafica audace. In più la rivista sottolineò come il gioco fosse una vera e propria sfida, giacché la risoluzione di alcuni schemi non era così evidente e semplice come poteva sembrare di primo acchito. 
La recensione di Your Spectrum fu meno positiva: tutti e tre i recensori assegnarono dei punteggi compresi tra due e tre stelle su cinque, sebbene un paio di loro scrissero che il gioco aveva "un ottimo rapporto qualità-prezzo.
Secondo MCmicrocomputer non brillava per originalità, ma si lasciava giocare con piacere.
Per Videogiochi meritava un elogio grazie alla semplicità (pur non essendo un gioco facile), la pulizia di realizzazione e la grafica simpatica.
Altre recensioni della versione Spectrum furono generalmente positive.
La versione Commodore 64 fu valutata con un 8/10 da Commodore Computer Club.
La versione Commodore 16 fu valutata 54% da Zzap! in quanto esteticamente debole, e inizialmente giocabile ma ripetitivo.
Le versioni per Commodore 64 e Spectrum entrarono entrambe nelle classifiche di vendita del 1984 della Boots, raggiungendo contemporaneamente la prima posizione. Dopo due settimane vennero spodestate rispettivamente da Ghostbusters e Daley Thompson's Decathlon.
Nel 1985 agli autori del titolo venne assegnato il Gold Cassette Award ("premio cassetta d'oro") da Home Computing Weekly per il raggiungimento del traguardo delle centomila copie vendute. Crash riportò che anche Football Manager aveva recentemente superato lo stesso traguardo, impiegando tuttavia tre anni.